# Convento de la Encarnación (Ciudad de México)
El Convento de la Encarnación fue un antiguo establecimiento de monjas fundado en el siglo XVI, ubicado en el centro de la Ciudad de México. Hoy alberga la sede de la Secretaría de Educación Pública de México.

## Historia

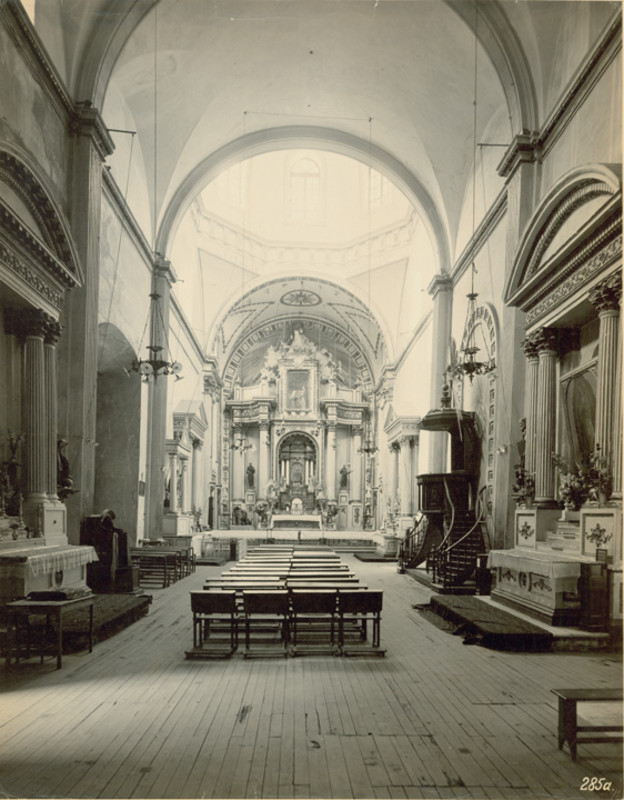
Vista de la iglesia antes de ser desafectada

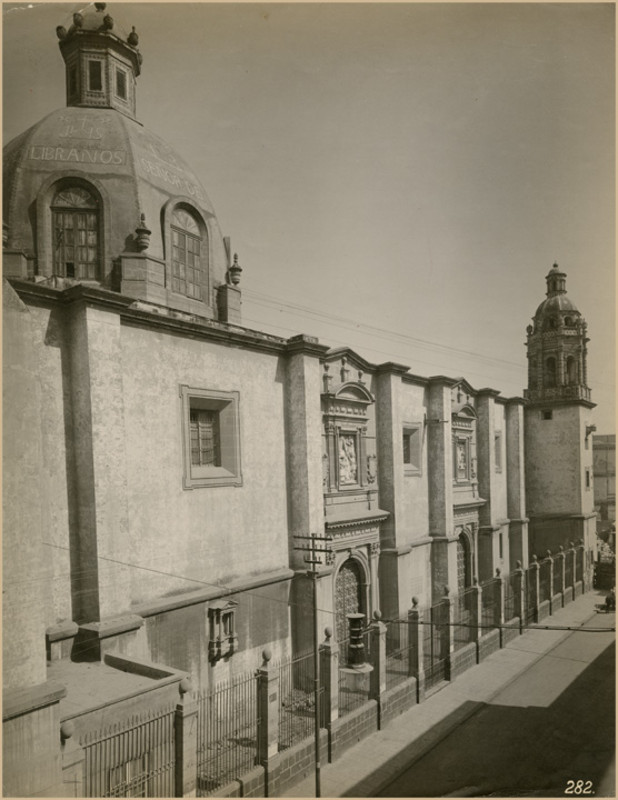
Fachada principal de la iglesia a inicios del siglo XX

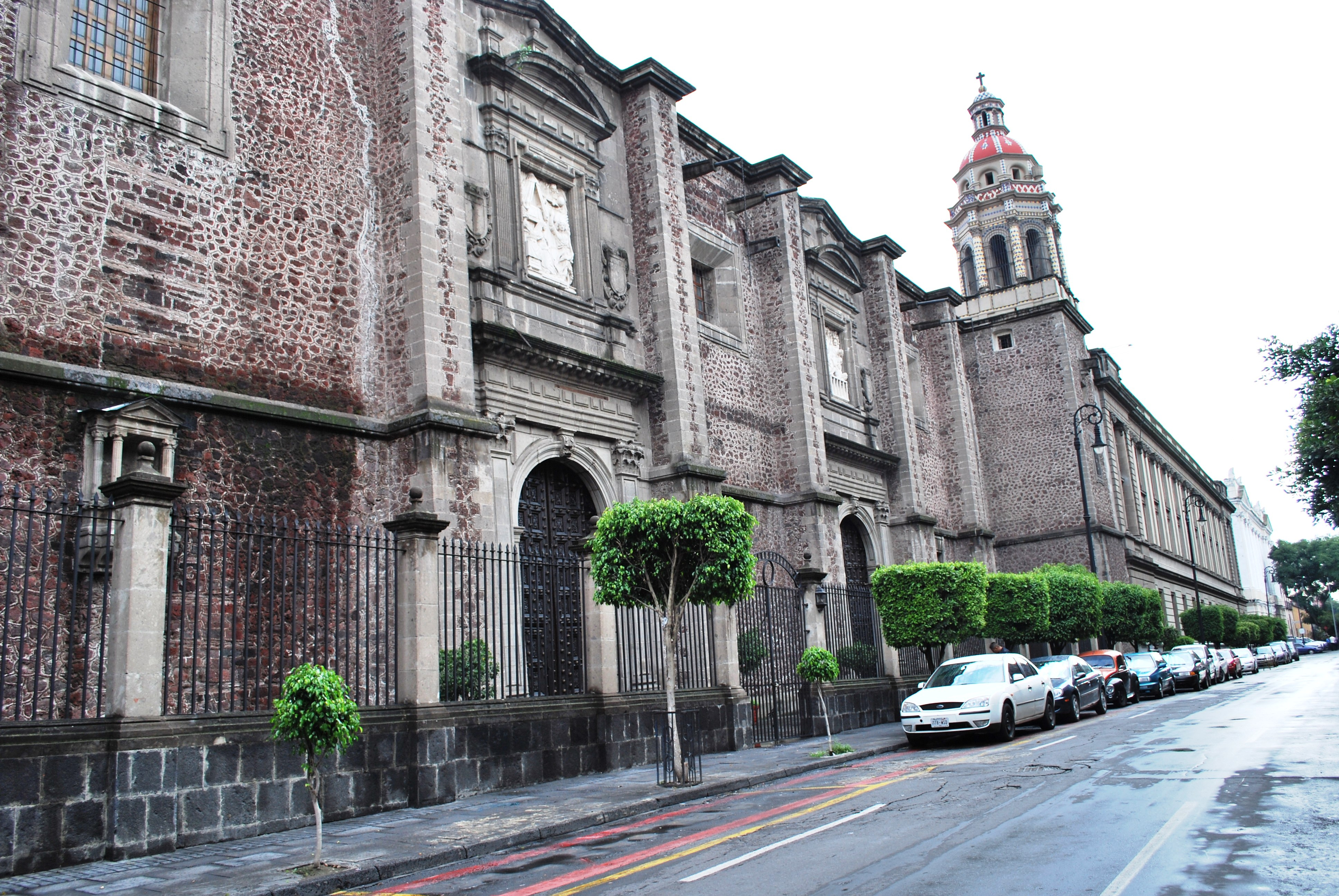
Fachada principal de la iglesia a inicios del siglo XXI

Data de 1594, cuando las monjas concepcionistas que ya habitaban en el convento de su orden de México deciden hacer una nueva fundación, recibiendo la licencia del arzobispo Alonso Fernández de Bonilla. Originalmente, la obra fue financiada por Don Sancho Sánchez de Muñón, doctor maestre-escuela de la catedral, pero al morir éste la obra quedó inconclusa. No fue sino hasta 1639 que se colocó la primera piedra de una iglesia más capaz para el convento, auspiciada por don Álvaro de Lorenzana. Fue diseñada por el jesuita Luis Benítez, y finalmente dedicada el 7 de marzo de 1648. Los claustros deteriorados fueron reformados en el siglo XVIII, siendo el arquitecto a cargo Don Miguel Constanzó.
El convento llegó a ser de los más ricos de México y de toda América. Madame Calderón de la Barca lo describe como un palacio, afirmando que era mejor éste que cualquier otro de Francia por sus espaciosos patios, jardines y el clima mismo de la ciudad. Tenía, además, varias propiedades inmobiliarias dentro y fuera de la ciudad. Sin embargo, la República y la disminución de los bienes de la Iglesia, así como la constante amenaza de la desamortización, hicieron que las monjas empezaran a vender todas sus propiedades.
Las monjas fueron exclaustradas en l863, tras lo cual el edificio completo tuvo diferentes usos. Mientras la iglesia siguió abierta hasta la Guerra Cristera, siendo administrada a partir de 1894 por dieguinos que la permutaron a cambio de su convento en Pachuca, el edificio del convento fue casas particulares, escuela de párvulos, facultad de derecho y Escuela Normal de Profesoras, hasta que en 1921 iniciaron los trabajos de reacondicionamiento de casi toda la cuadra completa, incluyendo a la Antigua Aduana y casas particulares que no se hicieron de partes del convento, para albergar a las oficinas centrales de la Secretaría de Educación Pública. La iglesia fue cerrada y convertida primero en la Biblioteca Iberoamericana, para al final ser el auditorio del edificio.

## Descripción
La iglesia es la típica de un convento de monjas hispanoamericano: una nave, dos puertas laterales gemelas y un sotocoro cerrado desde el que las monjas escuchaban misa. El cuerpo está construido de tezontle, con sus portadas neoclásicas hechas de chiluca y basamento de basalto. Posee una cúpula alargada, con las palabras Líbranos Señor de todo mal en ella escritas, y un campanario de gusto morisco cubierto artísticamente de talavera (similar al de Santa Catalina de la Puebla). 
El convento tiene dos claustros grandes (divididos por sólo un corredor abierto) y dos patios más chicos, siendo los primeros construidos por Constanzó. Su apariencia exterior fue totalmente renovada, cambiando su apariencia simple colonial por un estilo más afrancesado, construido con piedra de color que aparenta ser de caliza luteciana. Hasta hoy ocupa más de la mitad de la cuadra en que está asentada. 

## Calle de la Encarnación

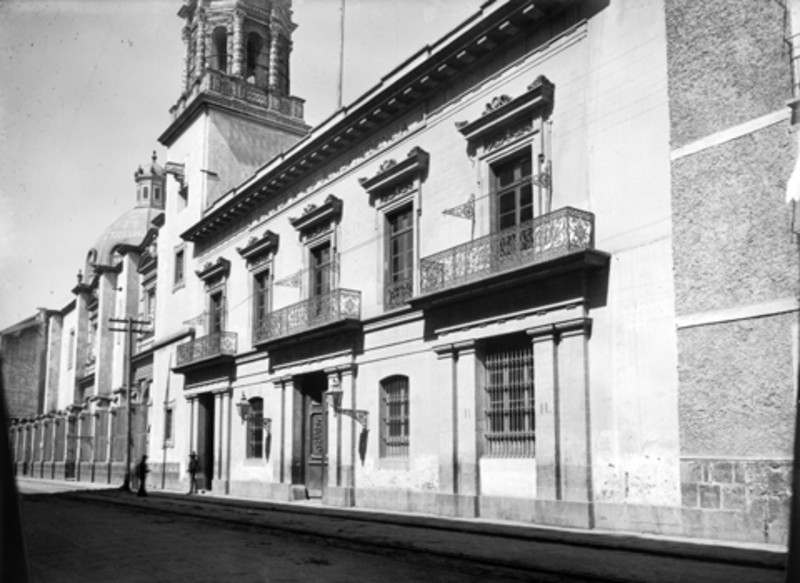
Fachada del convento a principios del siglo XX

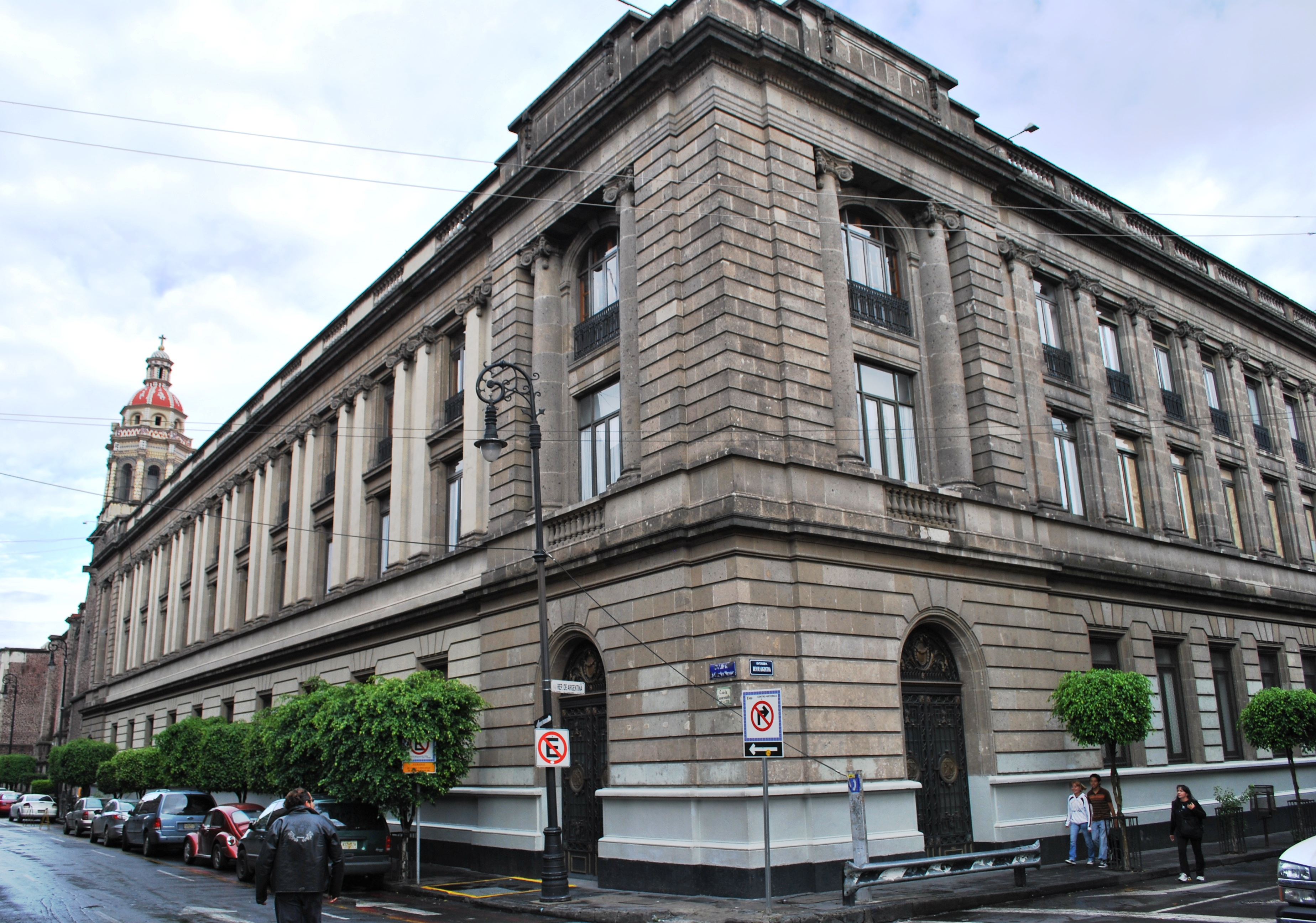
Fachada del convento a principios del siglo XXI

La calle donde está la iglesia solía recibir el nombre de Calle de la Encarnación, pero en 1923 el Ayuntamiento de México la renombró a como Calle de Luis González Obregón, en honor al historiador y cronista que en el mismo momento vivía en la misma calle, frente a la iglesia. Este renombramiento fue anterior al que se dio sobre todas las calles del centro (que no se daría hasta 1928). Hasta hoy conserva ese nombre, que sólo aplica a una sola cuadra (al oriente se llama de San Ildefonso, y al poniente de la República de Cuba).